# Voorstraat (Utrecht)
De Voorstraat is een straat in het centrum van de Nederlandse stad Utrecht. Deze straat loopt enigszins gebogen en is ongeveer 300 meter lang.
De Voorstraat bestond reeds omstreeks 1300. Vandaag de dag is het een eenrichtingsstraat. De straat ligt in het verlengde van de Wittevrouwenstraat (die weer in het verlengde ligt van de Biltstraat) en gaat over in de Potterstraat. Al het verkeer vanaf de Biltstraat en de Wittevrouwensingel kan alleen door deze eenrichtingsstraat verder richting centrum rijden of moet anders behoorlijk omrijden.
Er bevinden zich in deze straat diverse monumentale panden, zoals onder andere het pand Centraal Apotheek De Liefde. In deze panden zitten ook diverse gevelstenen.
Op de Voorstraat bevinden zich op cultureel gebied een van de bekendste Utrechtse bioscopen (City Movies) en politiek cultureel centrum ACU.

## Documentaireserie
In 2014 maakte Hans Pool voor de VPRO een documentaireserie over de bewoners, voorbijgangers en bezoekers van de Voorstraat onder de titel De Voorstraat.

## Fotogalerij

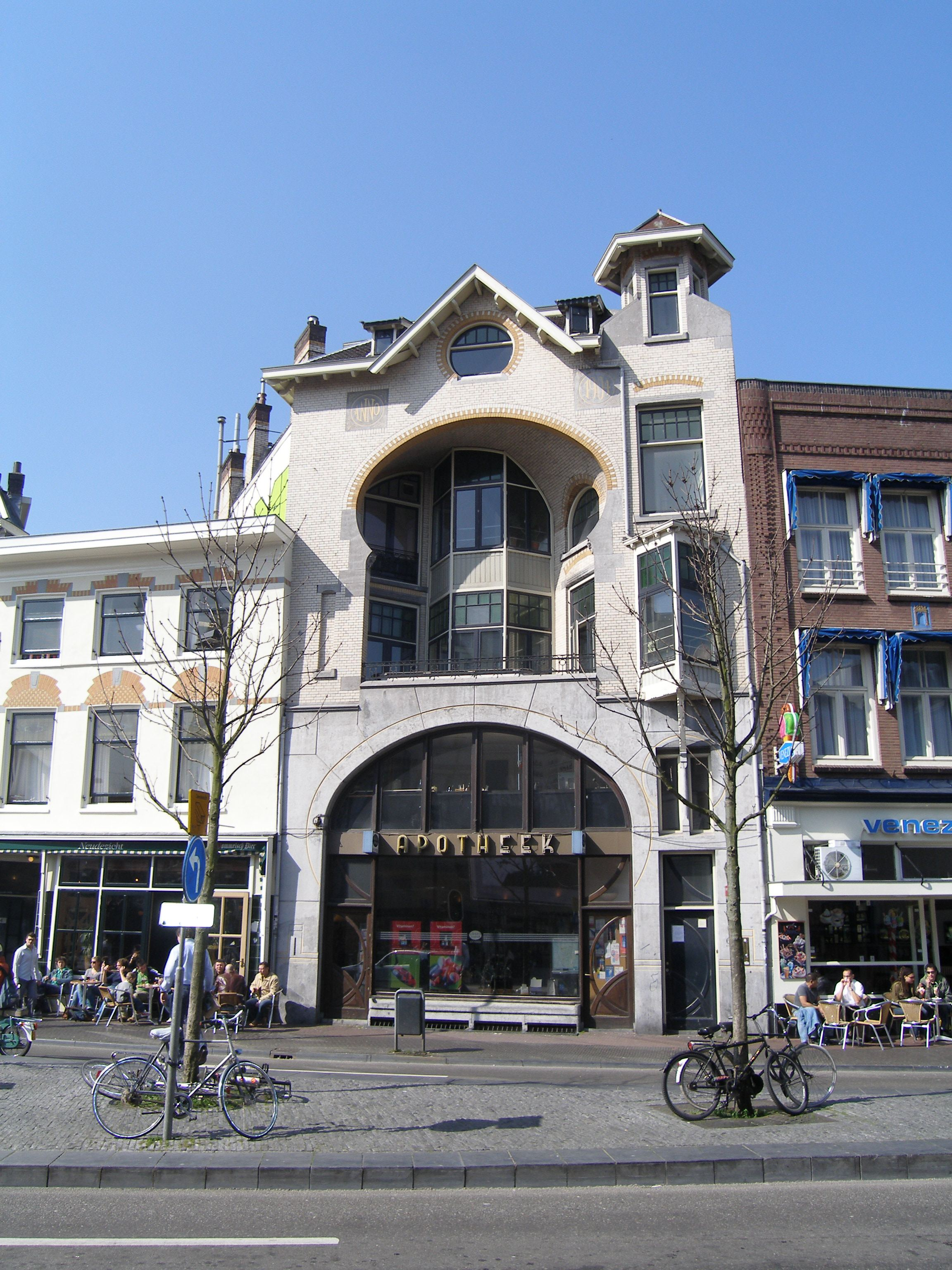
Voorstraat 6 Apotheek De Liefde
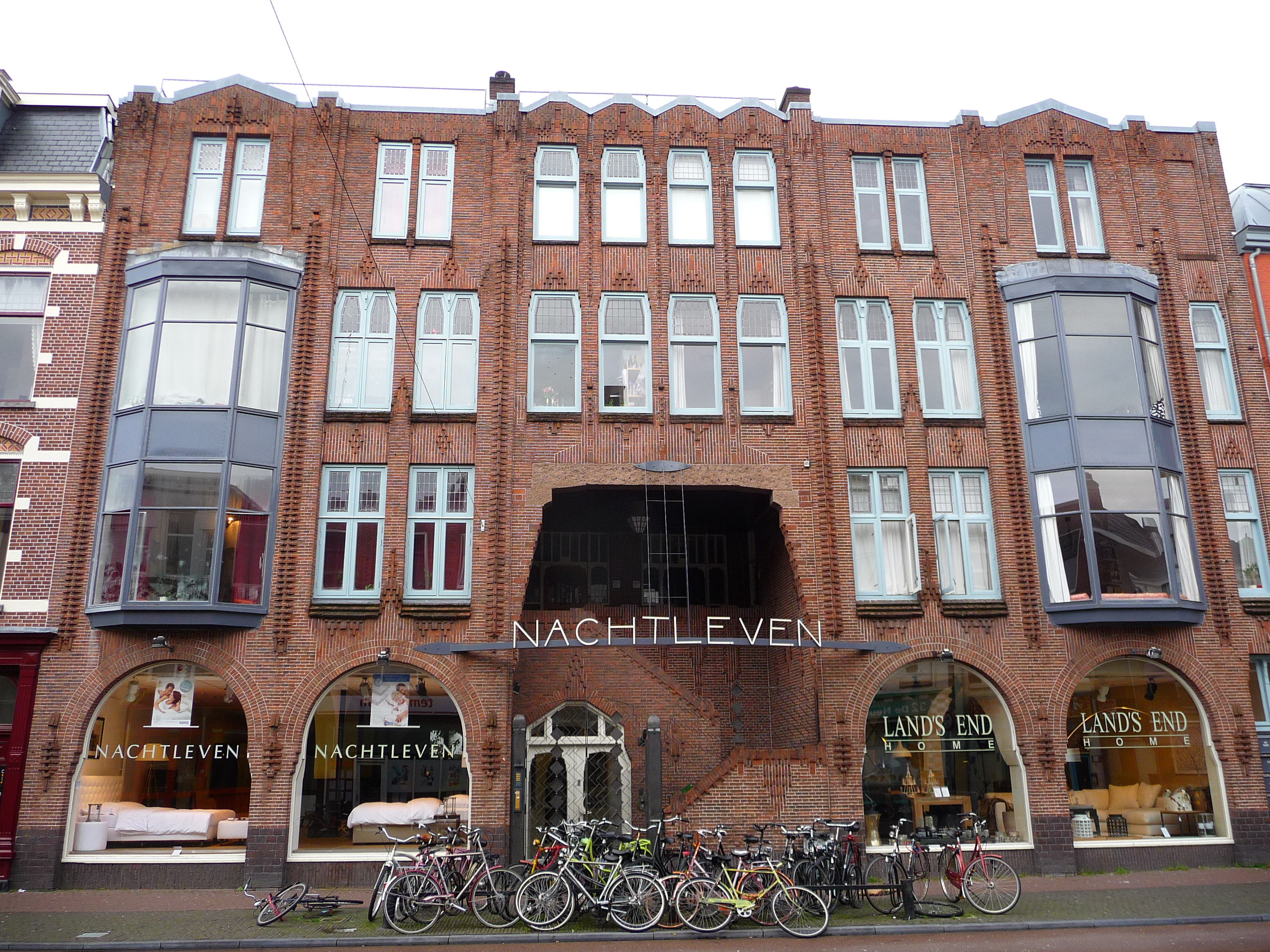
Voorstraat 9
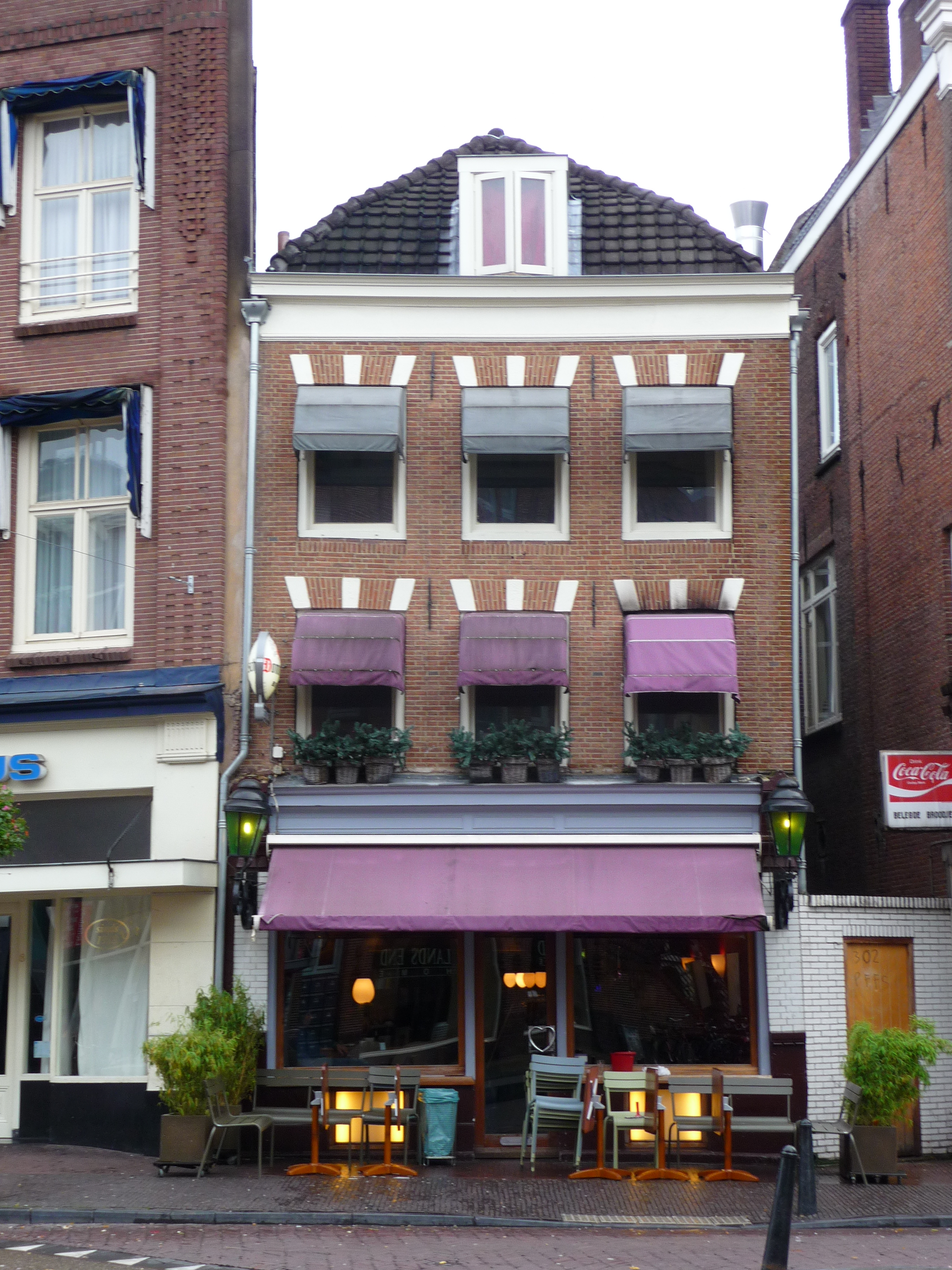
Voorstraat 10
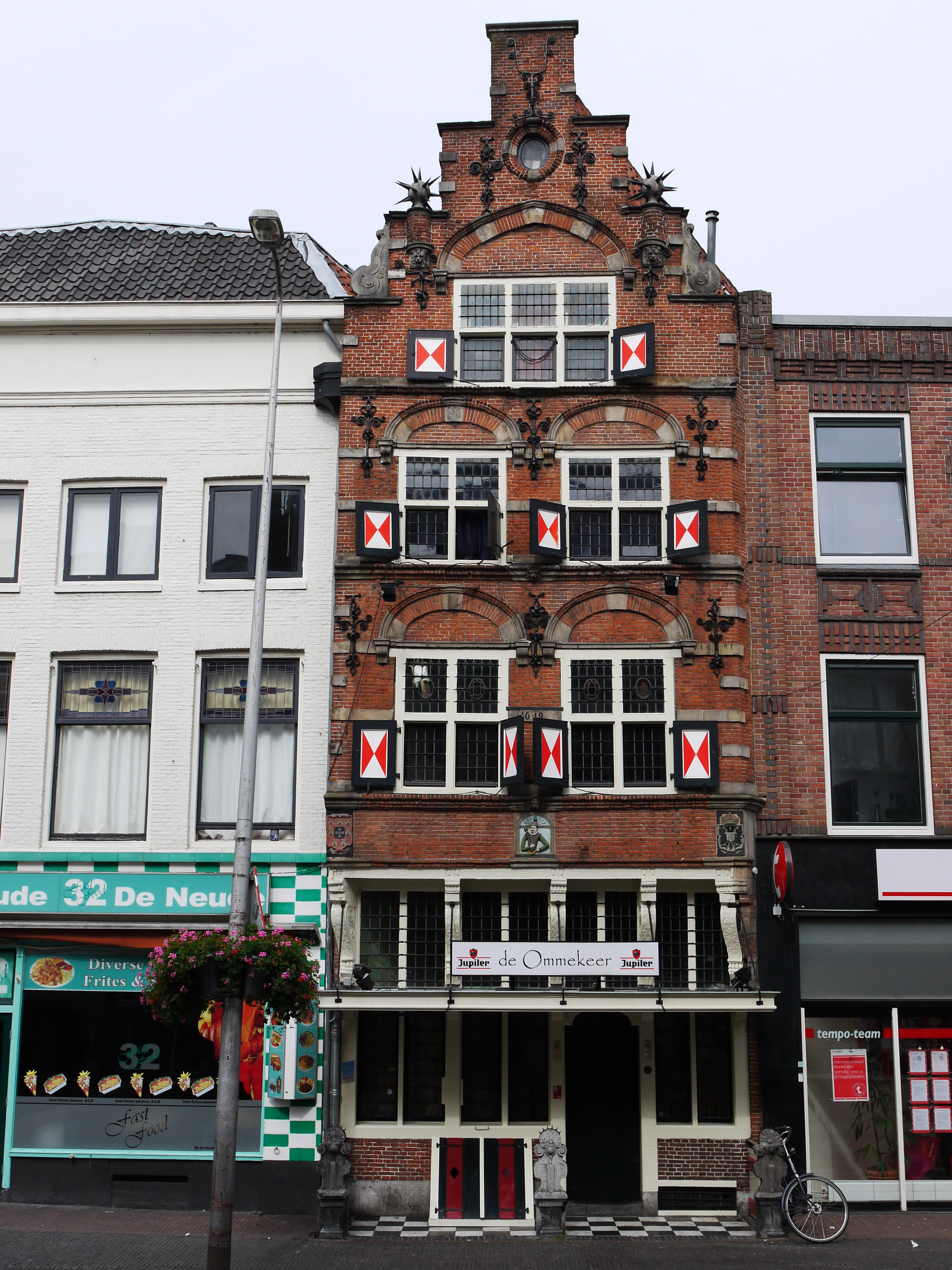
Voorstraat 14 (Koning van Portugal)
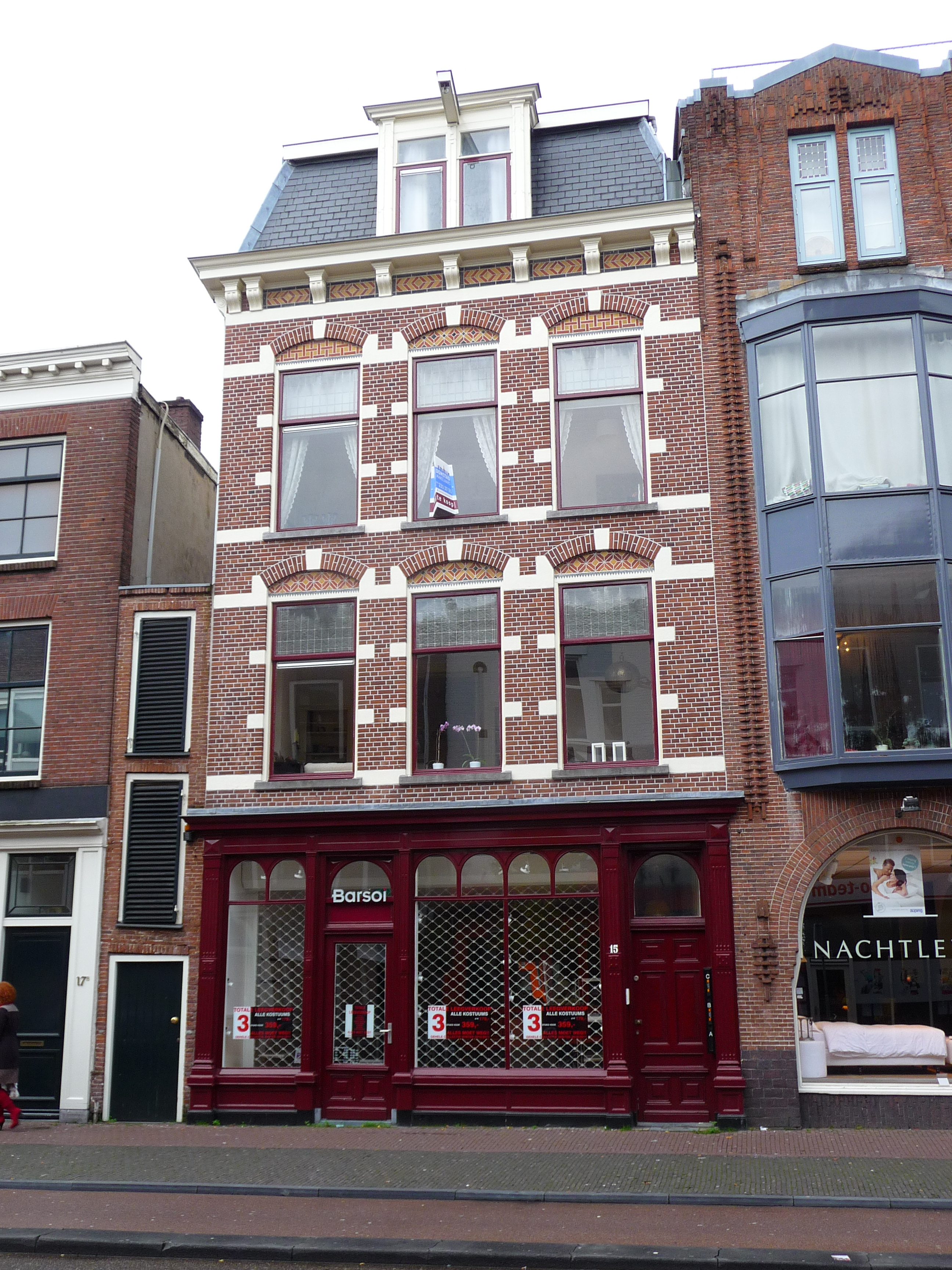
Voorstraat 15
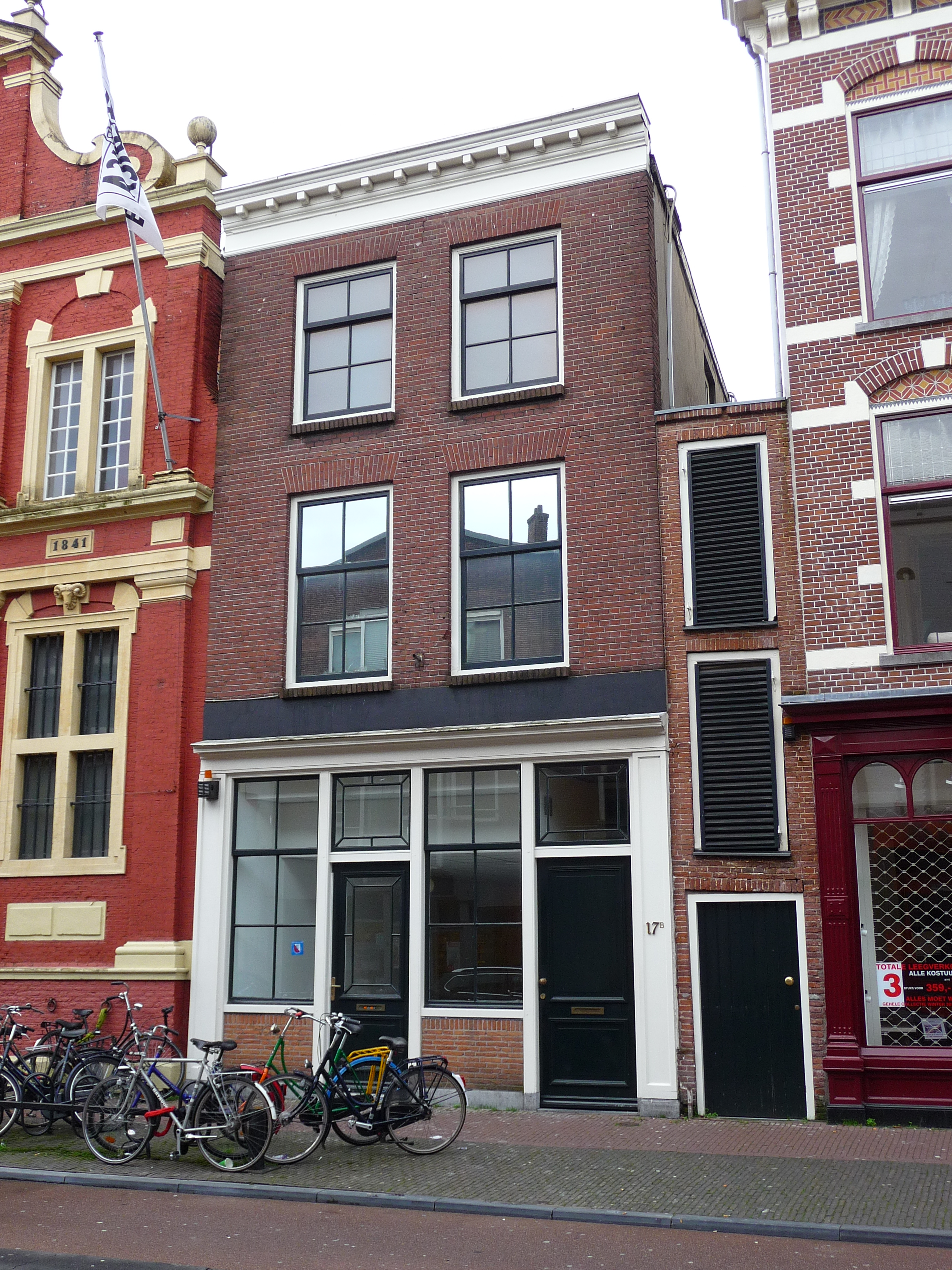
Voorstraat 17
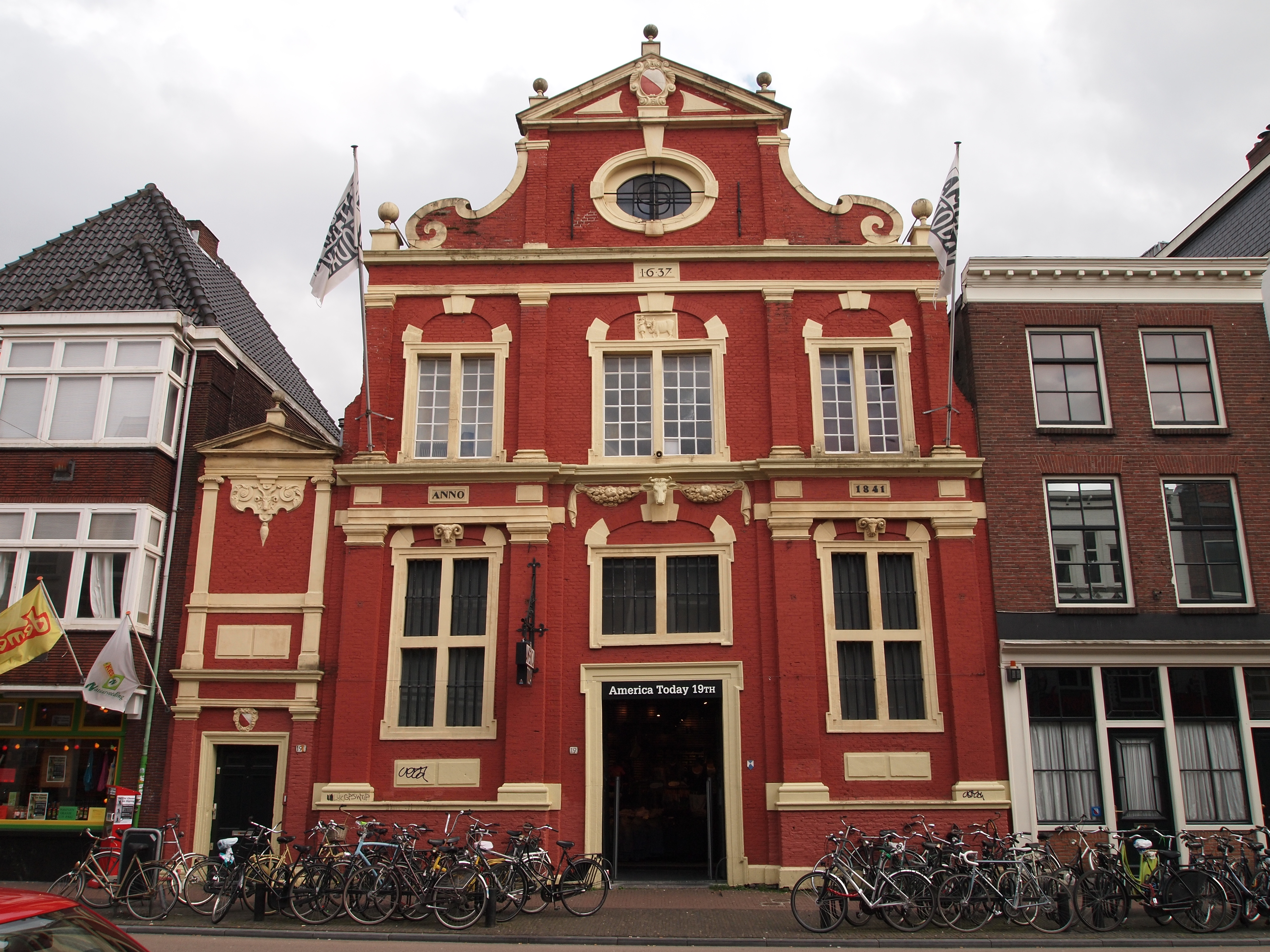
Voorstraat 19 (Voormalig Grote Vleeshuis)
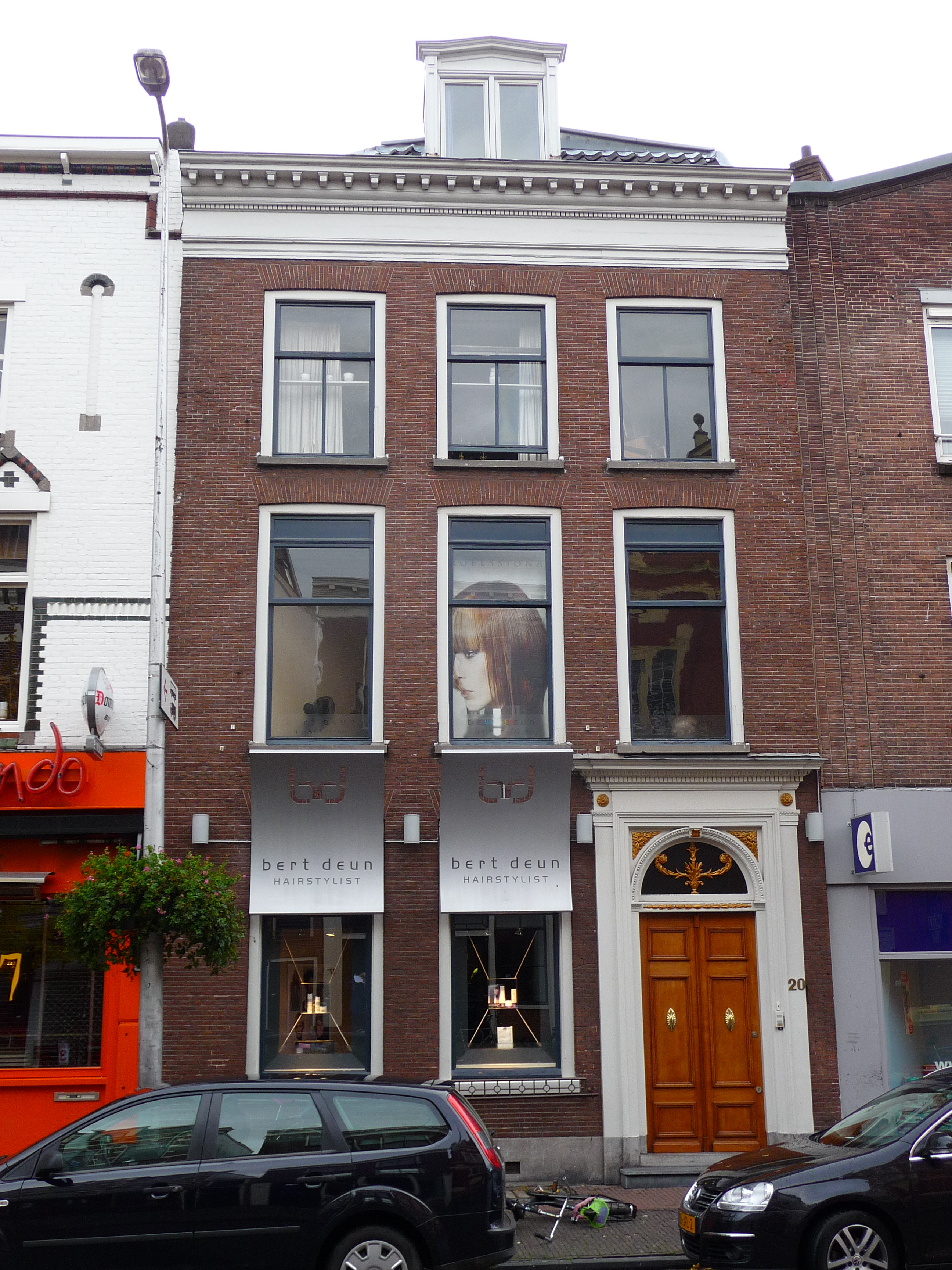
Voorstraat 20
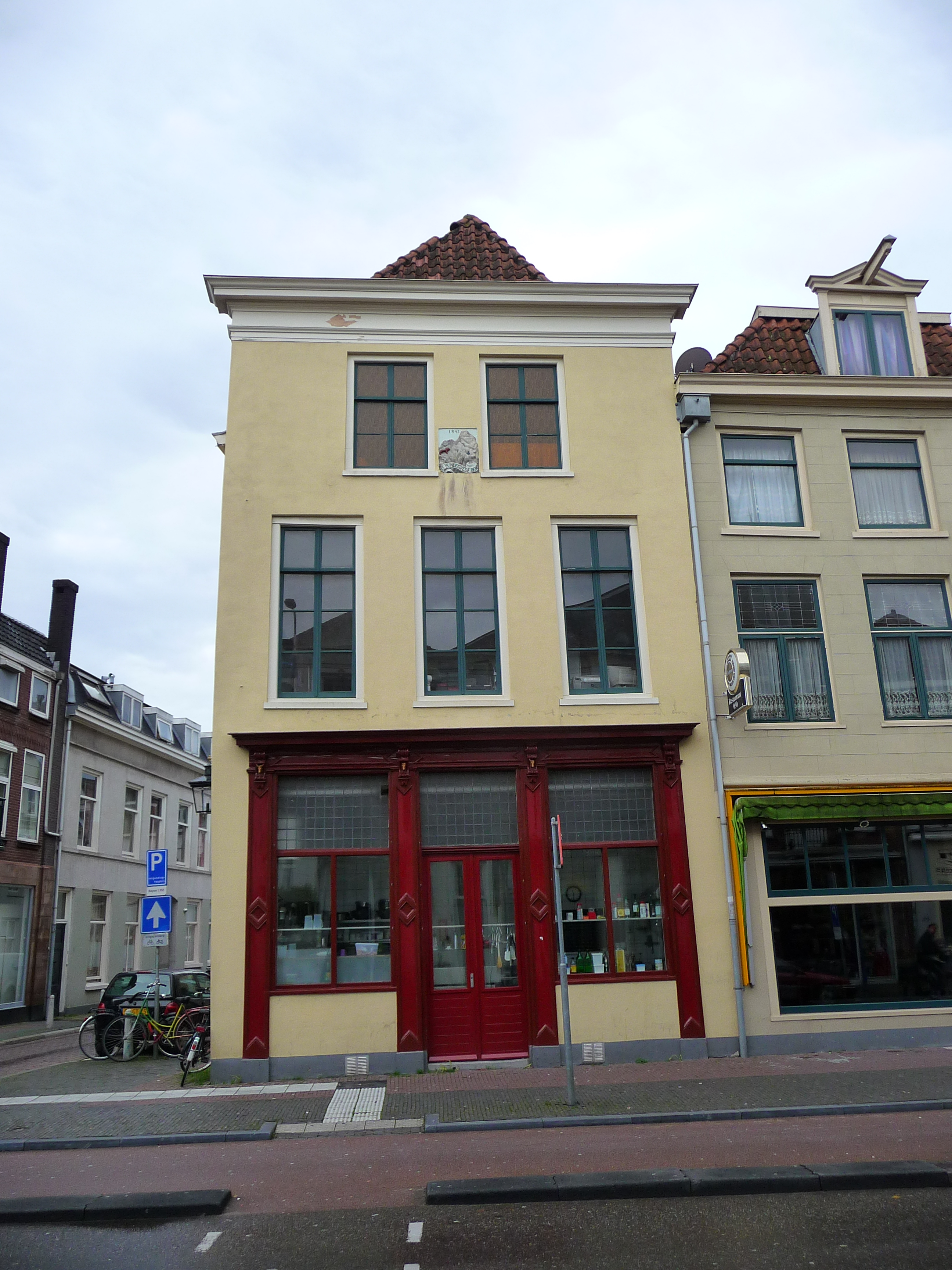
Voorstraat 25
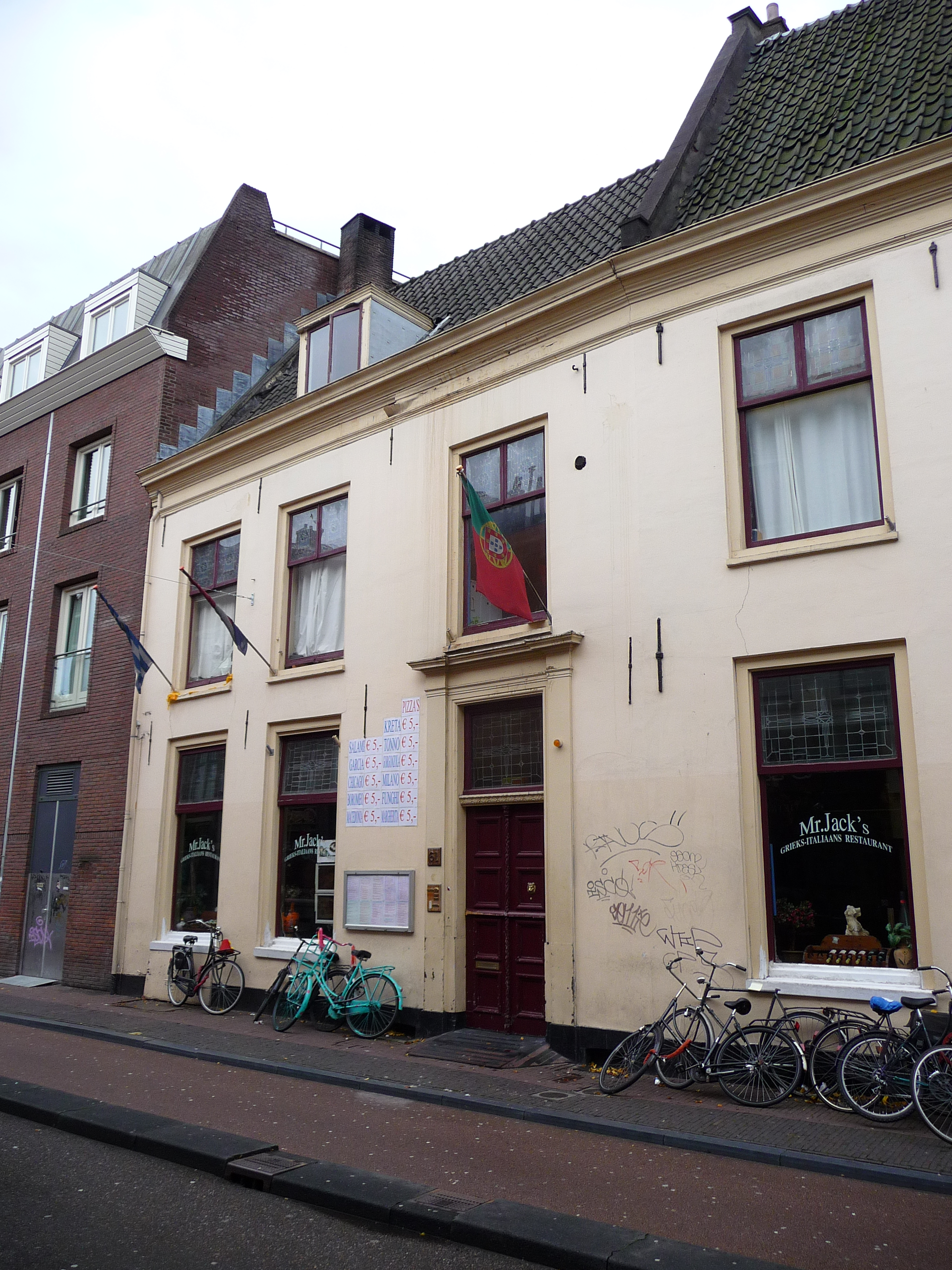
Voorstraat 61
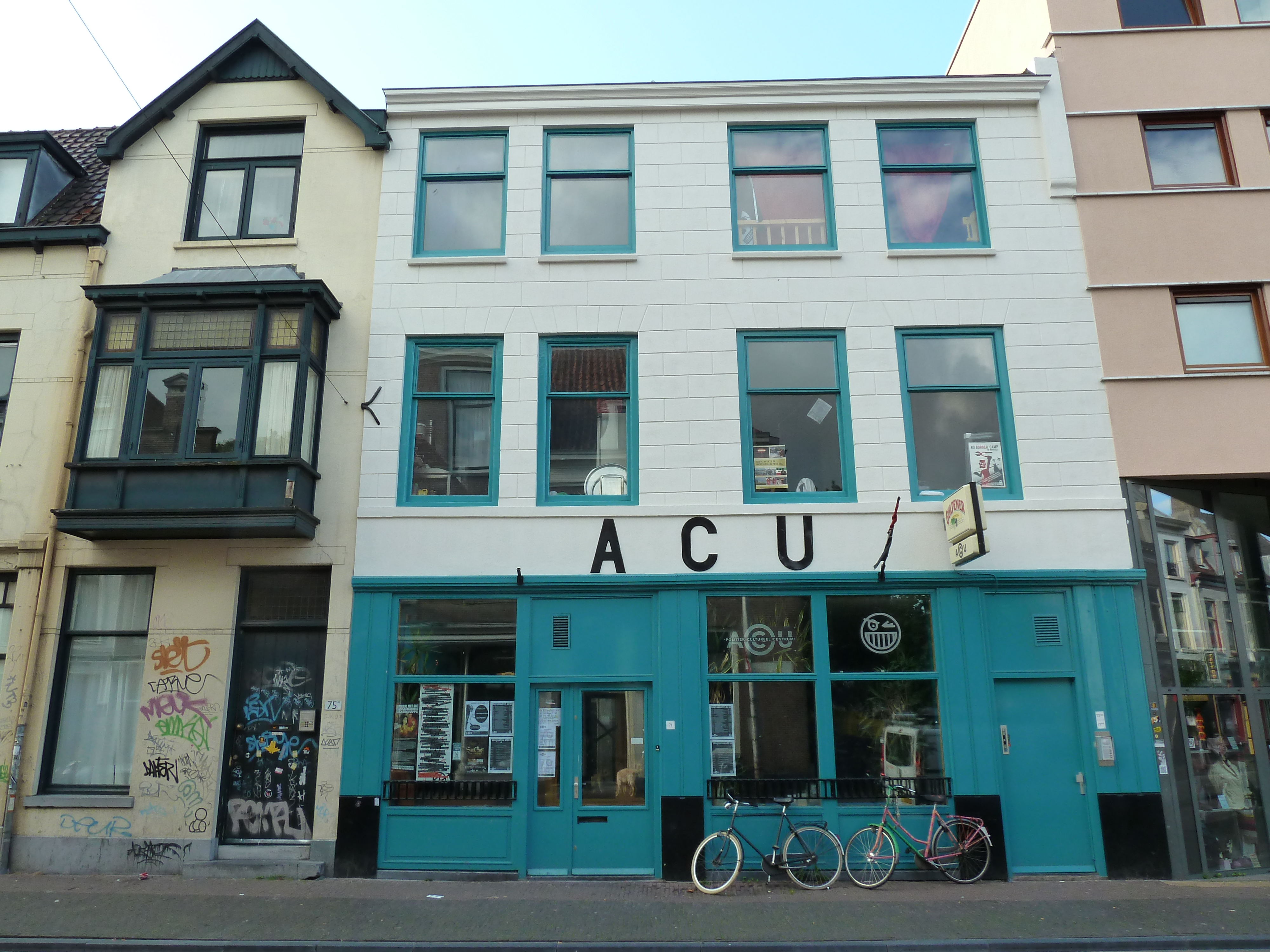
Voorstraat 71 ACU
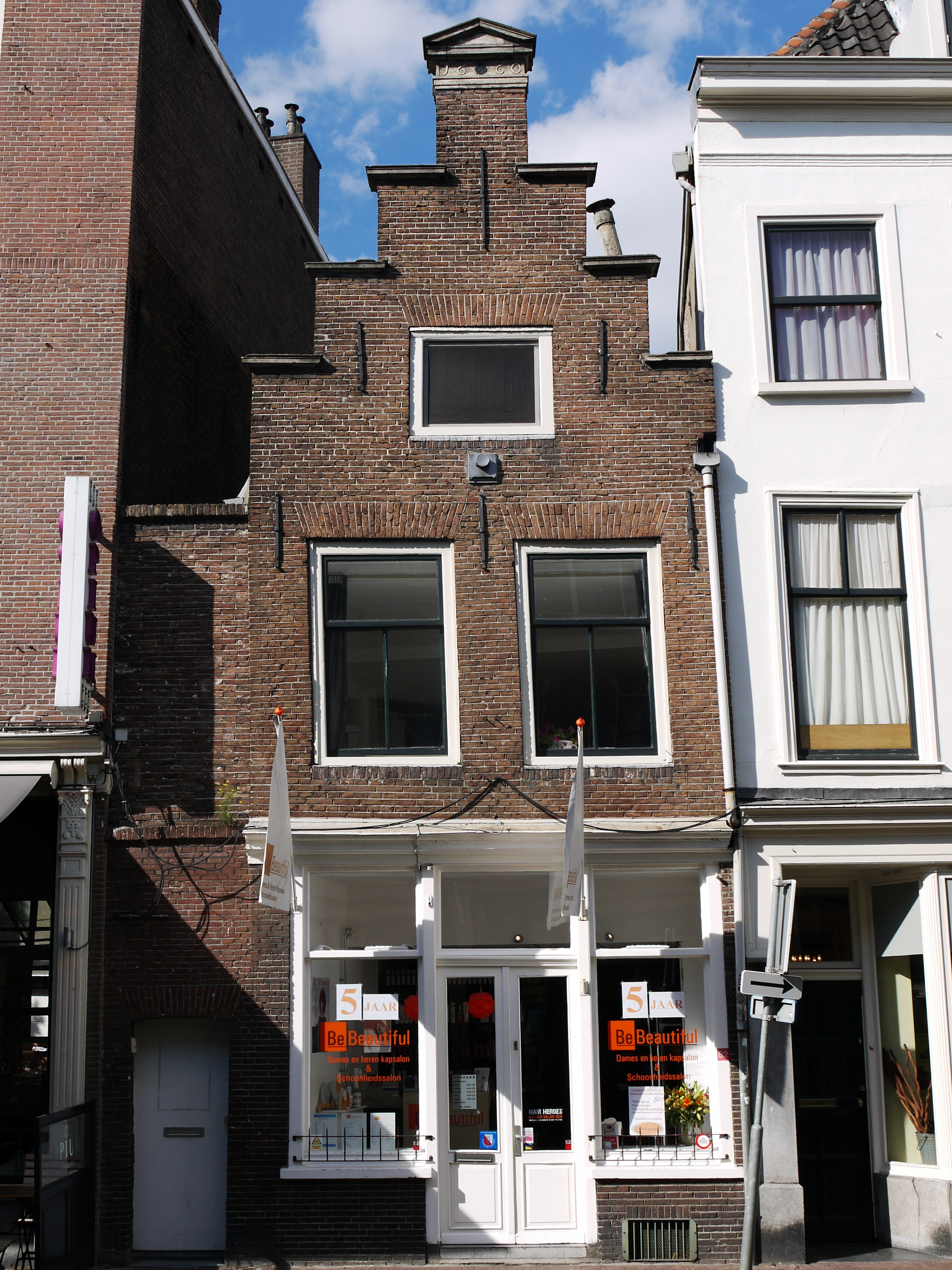
Voorstraat 82
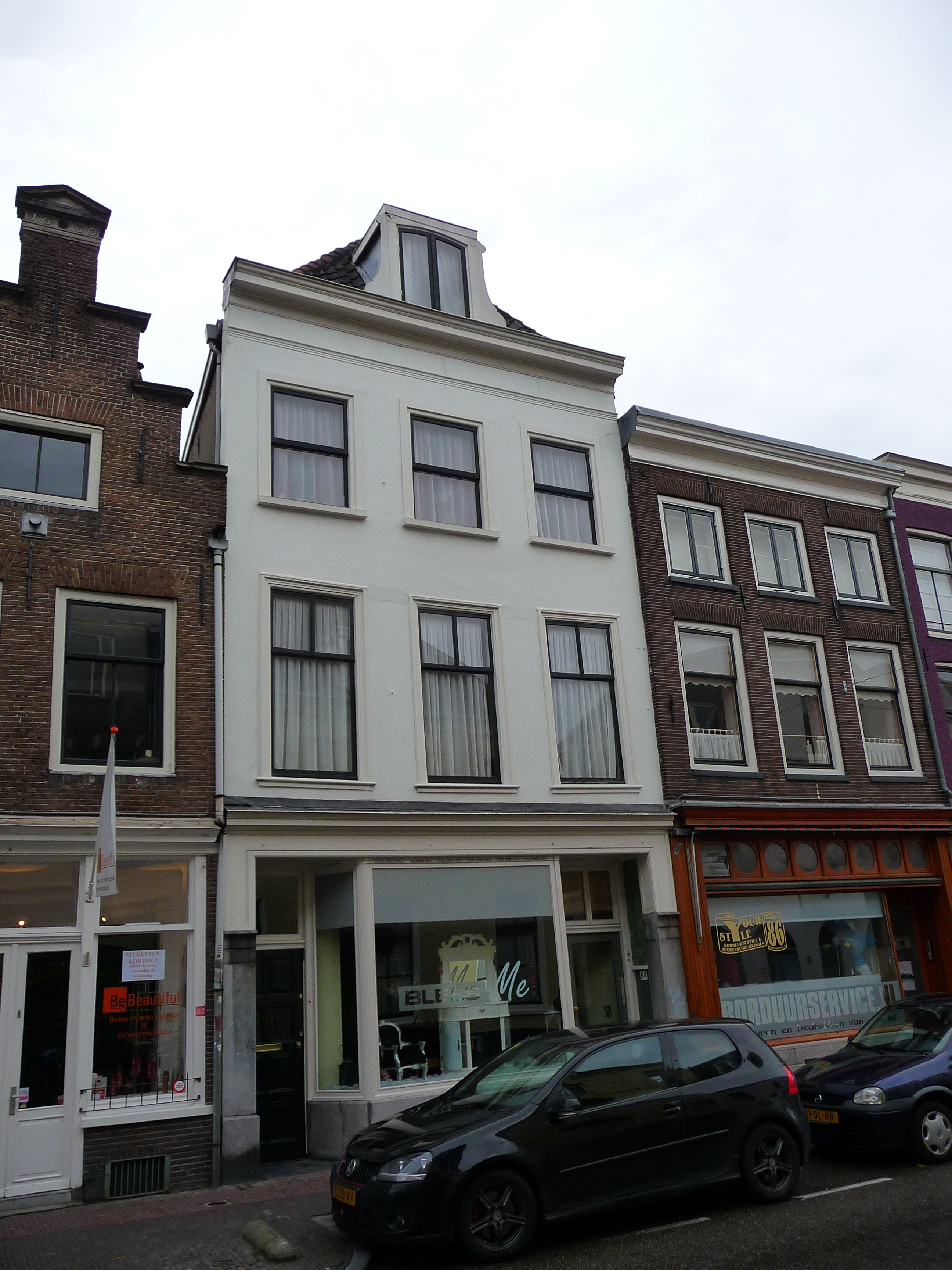
Voorstraat 84
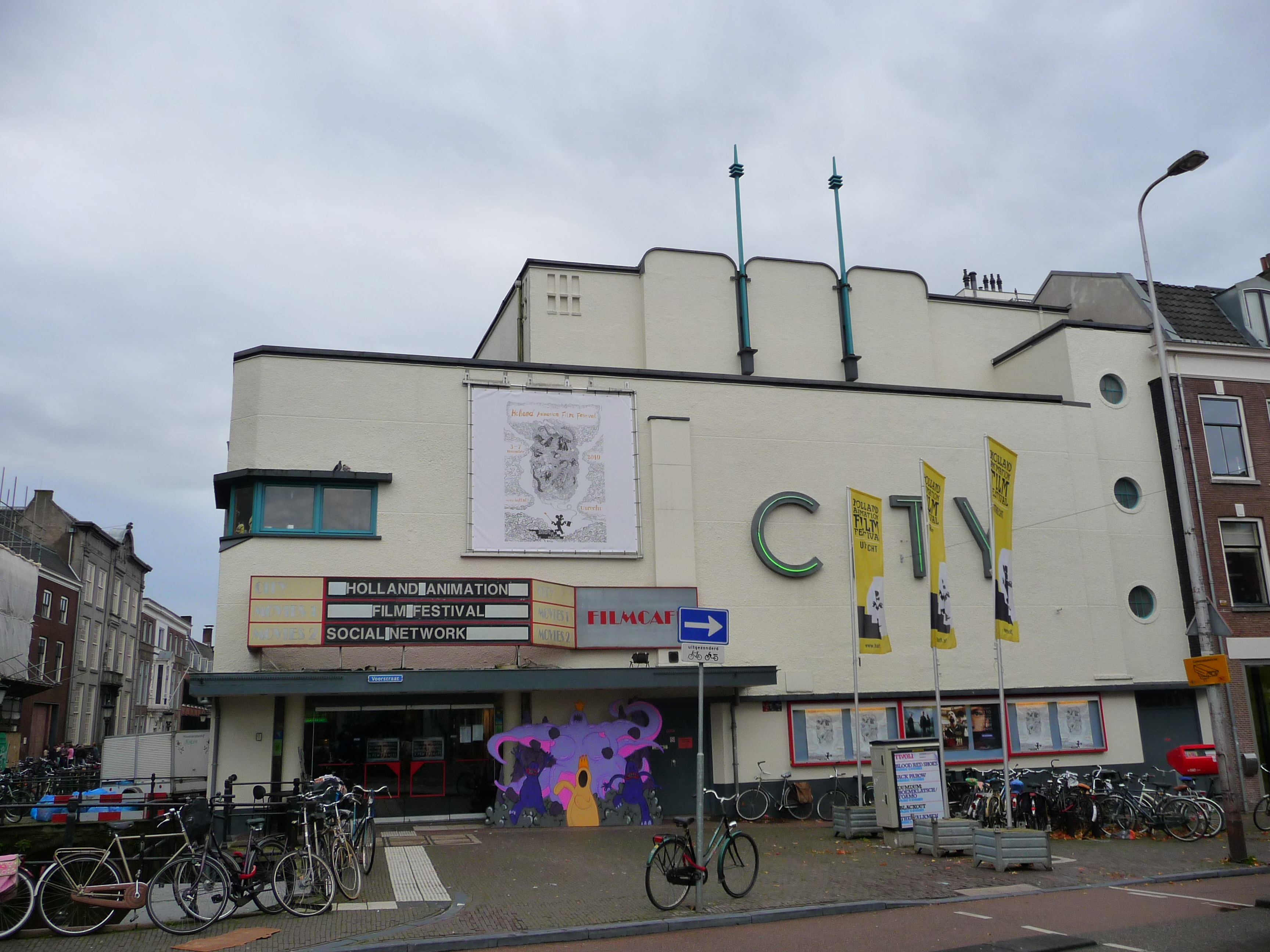
Voorstraat 89 Bioscoop City
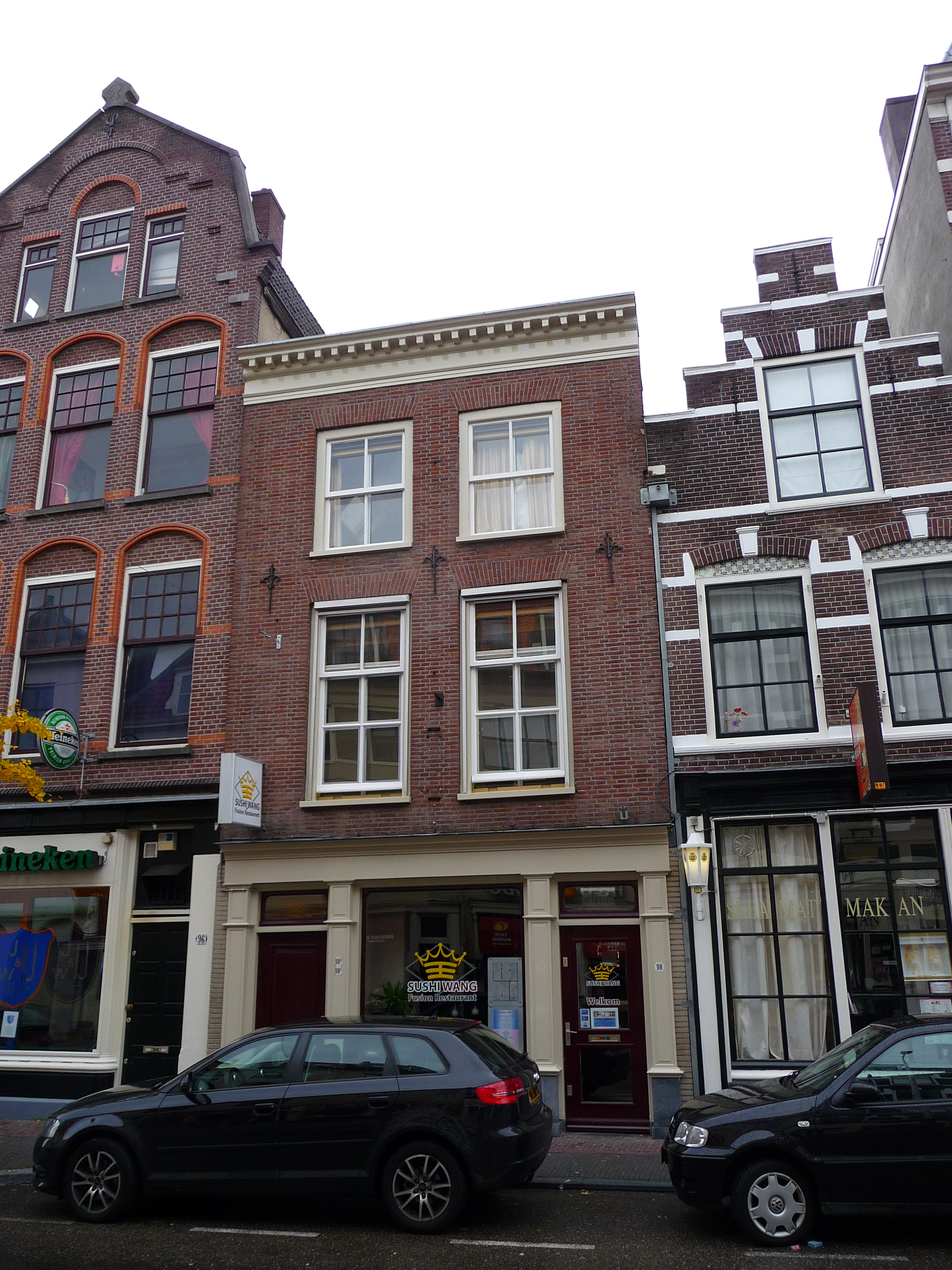
Voorstraat 98
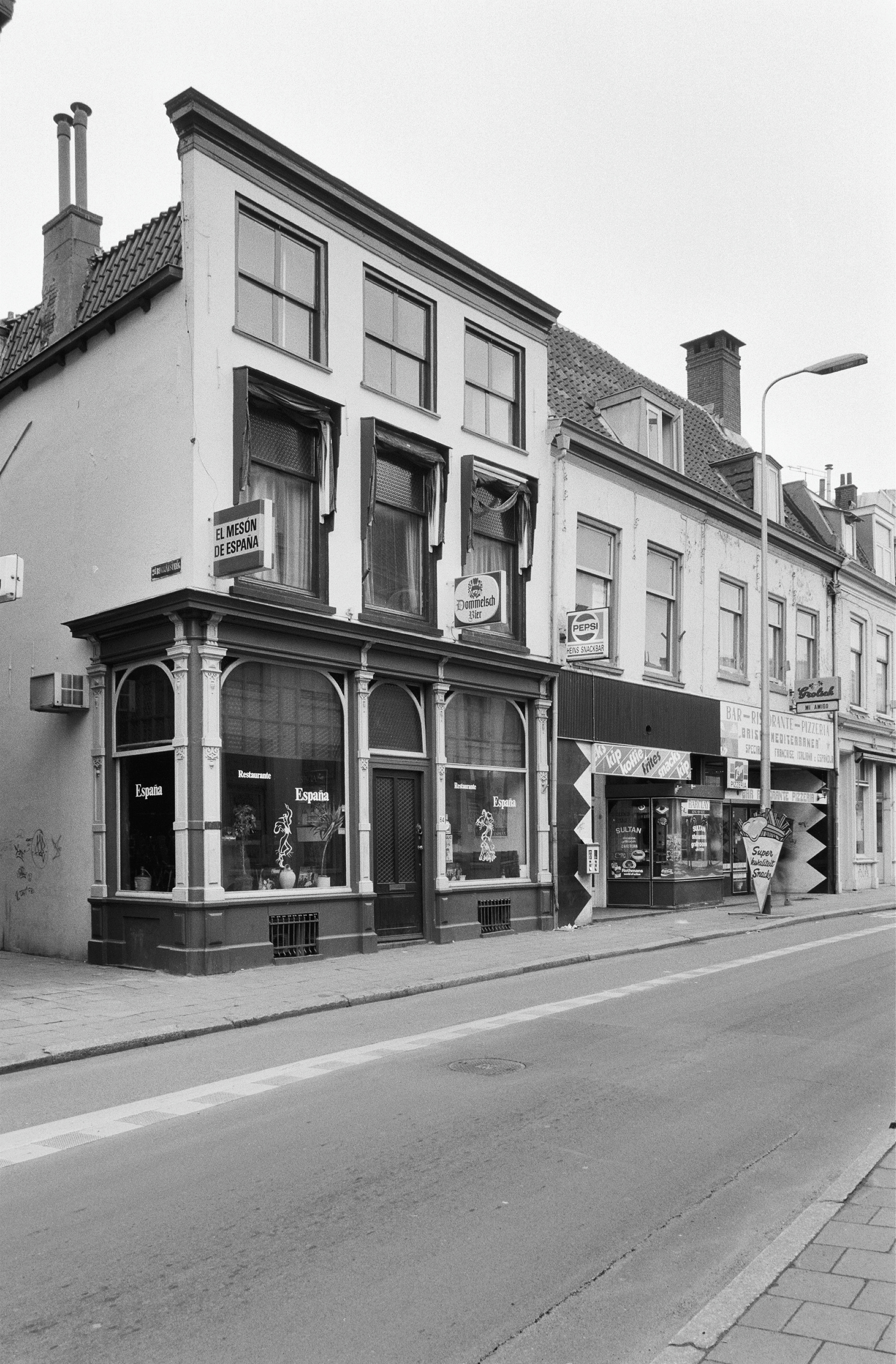
voorstraat 64